# Nicholas Pozo
Nicholas Charles Pozo (Gibraltar, 19 de enero de 2005) es un futbolista gibraltareño. Juega de centrocampista y su equipo es el Lincoln Red Imps F. C. de la Liga Nacional de Gibraltar.

## Trayectoria
Pozo entró a la cantera del Cádiz Club de Fútbol en 2015. Firmó su primer contrato profesional en el club en mayo de 2023.

## Selección nacional
Debutó con la selección de Gibraltar el 5 de junio de 2022 ante Macedonia del Norte.

## Clubes
| Club                   | País      | Año   |
| ---------------------- | --------- | ----- |
| Lincoln Red Imps F. C. | Gibraltar | 2024- |
| Europa F. C. (cedido)  | Gibraltar | 2025  |